# Кузнецов, Михаил Михайлович (строитель)
Михаил Михайлович Кузнецов — советский хозяйственный и государственный деятель, лауреат Государственной премии СССР за выдающиеся достижения в труде.

## Биография
Родился в 1938 году в Ульяновске. Член КПСС.
В 1954—1957 годах — ученик токаря, токарь на заводе в Ульяновске.
В 1957—1961 годах — военнослужащий Тихоокеанского флота.
В 1961—1991 годах — каменщик, монтажник, бригадир комплексной бригады СУ-48 треста Барнаулстрой.
За большой личный вклад в экономное расходование сырья, материалов и топливно-энергетических ресурсов был в составе коллектива удостоен Государственной премии СССР за выдающиеся достижения в труде 1984 года.
Делегат XXVI съезда КПСС.
Жил в Барнауле.

## Награды
- Орден Знак Почёта
- Орден Трудовой Славы III степени